# Front per la Democràcia a Burundi
El Front per la Democràcia a Burundi (francès: Front pour la Démocratie au Burundi, FRODEBU) és un partit polític progressista de Burundi. Va ser format per seguidors de Melchior Ndadaye del dissolt Partit dels Treballadors de Burundi el 1986. El FRODEBU va ser legalitzat com un partit polític el 1992.
A les eleccions legislatives de 2005, el partit va guanyar el 21,7% i 30 dels 118 escons.

## Presidents
- Melchior Ndadaye (1986-1993)
- Sylvestre Ntibantunganya (1993-1995)
- Jean Minani (1995-2006?)
- Léonce Ngendakumana (2006?-present)